# Clear History
Pour plus de détails, voir Fiche technique et Distribution.
Clear History est un téléfilm américain réalisé par Greg Mottola, diffusé sur la chaîne HBO le 10 août 2013 aux États-Unis.

## Distribution
- Larry David (V. F. : Richard Leblond) : Nathan Flomm / Rolly DaVore
- Jon Hamm (V. F. : Constantin Pappas) : Will Haney
- Michael Keaton (V. F. : Bernard Lanneau) : Joe Stumpo
- Danny McBride (V. F. : Pascal Casanova) : Frank
- Eva Mendes (V. F. : Nathalie Karsenti) : Jennifer
- Liev Schreiber (V. F. : Olivier Destrez) : Tibor
- Mary Klug (V. F. : Cathy Cerdà) : Tiby
- Amy Ryan (V. F. : Gaëlle Savary) : Wendy
- Mike Cerrone (V. F. : Patrice Melennec) : Poker Buddy
- Philip Baker Hall (V. F. : Gilbert Lévy) : McKenzie
- Bill Hader : Rags
- Kate Hudson (V.F. : Ingrid Donnadieu) : Rhonda Haney
- J. B. Smoove : Jaspar

Source et légende : Version française (V. F.) sur RS Doublage et sur le carton du doublage français sur le DVD zone 2.

## Accueil
Clear History a rencontré un accueil critique positif, obtenant 56% d'avis favorables sur le site Rotten Tomatoes, basé sur 18 commentaires collectés et une note moyenne de 6,7⁄10 et un score moyen de 69⁄100 sur le site Metacritic, basé sur 17 commentaires collectés.